# Perla carletoni
Perla carletoni är en bäcksländeart som beskrevs av Banks 1920. Perla carletoni ingår i släktet Perla och familjen jättebäcksländor. Inga underarter finns listade i Catalogue of Life.